# Jacob Hvid
Jacob Hvid (1713 i Gimlinge ved Slagelse – 1. september 1782) var en dansk præst.
Faren, jubellæreren (lærer eller især præst, som har rundet 50-års-jubilæum – ODS) Jens Hvid (død 1760), var præst; moren hed Margrethe født Smidt. 12 år gammel kom han i Herlufsholms skole, hvorfra han dimitteredes 1729. Efter at have taget attestats 1733 levede han i mange år i København som manuduktør, indtil han 1748 af Carl Adolph von Plessen blev kaldet til kapellan i Fodby ved Næstved; derfra forflyttedes han 1756 til sognepræst i det nærliggende Kvislemark og Fuirendal og blev snart efter herredsprovst. 10 år tilbragte han her, indtil han 1766 kom til København som sognepræst ved Vor Frelsers Kirke, hvorfra han atter 1773 forflyttedes til Vor Frue Kirke, og han virkede her som stiftsprovst til sin død, 1. september 1782. Siden 1779 havde han haft sæde i Generalkirkeinspektionskollegiet. Han har ikke efterladt skrifter, men var yndet som prædikant og roses for sin omsorg for de fattige. Ved sine indsamlinger brugte han gerne dette udtryk: "Jeg kommer igjen", hvorfor det længe var et mundheld i hovedstaden: "Jeg kommer igjen, sagde Provst Hvid". Han var gift med Maren født Wulff (død 1784), som var 20 år yngre end manden.